# Antonio Lucaciu

Antonio Lucaciu (2018)

Antonio Lucaciu (* 2. Juli 1987 in Plauen) ist ein deutscher Pop- und Jazzmusiker (Altsaxofon, Komposition) mit rumänischer Abstammung.

## Leben und Wirken
Lucaciu stammt aus einem musikalischen Elternhaus, seine Eltern sind Geiger im Theater Plauen-Zwickau. Seine beiden Brüder Robert und Simon Lucaciu sind ebenfalls Musiker. Während seiner Schulzeit bekam er klassischen Klavier- sowie ab dem 13. Lebensjahr Saxofonunterricht. Von 2002 bis 2005 war er Mitglied des Landesjugendjazzorchesters Sachsen unter der Leitung von Manfred Kebsch, Al Porcino, Milan Svoboda und Ansgar Striepens.
Von 2004 bis 2005 studierte Lucaciu in der Nachwuchsförderklasse von Michael Arnold und Richie Beirach an der Hochschule für Musik und Theater „Felix Mendelssohn Bartholdy“ Leipzig. 2005 begann er dort sein reguläres Studium Jazz/Popularmusik bei Michael Arnold, Johannes Enders und Richie Beirach.
Seit 2005 arbeitete Lucaciu im Duo mit dem Pianisten Sascha Stiehler, das auch den Kern weiterer Formationen bildet. 2007 gründete er gemeinsam mit Stiehler, Schlagzeuger Jan Roth und Bassisten Matthias Eichhorn das Quartett Change Request, mit dem sie 2008 den Internationalen Jazzpreis Straubing gewinnen konnten. 2008 besuchte Lucaciu die Meisterklasse von Dave Liebman in New York.
2010 initiierte er zusammen mit Sascha Stiehler und seinem Bruder Robert Lucaciu den Jazzclub Telegraph in Leipzig und gründete im gleichen Jahr das Musiklabel Egolaut. Für das Jahr 2010 wurde er zum Vorstandsmitglied des Jazzclub Leipzig e.V. gewählt.
Konzertreisen führten Lucaciu mit verschiedenen Bands nach China, in die USA und die Niederlande, nach Italien, England, Tschechien, Belgien und Österreich. Er wird auch auf Wolfgang Schmids Album Let the Groove Begin als Solist herausgestellt. 2011 ging er als Duopartner von Clueso auf Konzertreise und musizierte unter anderem mit Udo Lindenberg. 2012 veröffentlichte er mit dem Duo Stiehler/Lucaciu die EP „Clara Park“. Im Mai desselben Jahres war Lucaciu einer der künstlerischen Leiter des 13. Greizer Jazzwerks.
2013 komponierte Lucaciu zusammen mit Stiehler im Auftrag des 34. Deutschen Evangelischen Kirchentages das Werk „Soviel du brauchst“ für Streichensemble, Chor, Schlagwerk, Klavier und Saxofon. Dessen Uraufführung an der Binnenalster und am Hafenbecken in Hamburg am 1. Mai 2013 erlebten über 250.000 Menschen. Zeitgleich erschien das Werk beim Musiklabel Egolaut auf CD. Im selben Jahr veröffentlichte das Duo Stiehler/Lucaciu das Album „Kompott geht immer“ und ging damit auf zweimonatige Deutschlandtournee. Ihre Pop-Band Egolaut ging 2016 mit Charley Ann auf Deutschlandtournee.
2017 lud der Schlagzeuger und Perkussionist Günter Baby Sommer Lucaciu zu einem Duo-Konzert ein. Aus dieser ersten Zusammenarbeit formierte sich ein Duett. Er ist zudem Bandmitglied des Sängers Clueso. Auf dessen Tourneen Neuanfang und Handgepäck I begleite er Clueso als Saxofonist, Pianist und Backgroundsänger.
2018 veröffentlichte Lucaciu seine erste Solo-Single Dieser Kaffee macht mich müde und trat erstmals als Vorband von Clueso in der Messehalle in Erfurt auf.
Am 26. April 2019 veröffentlichte das Duo Stiehler/Lucaciu sein zweites Studioalbum In der Nacht.

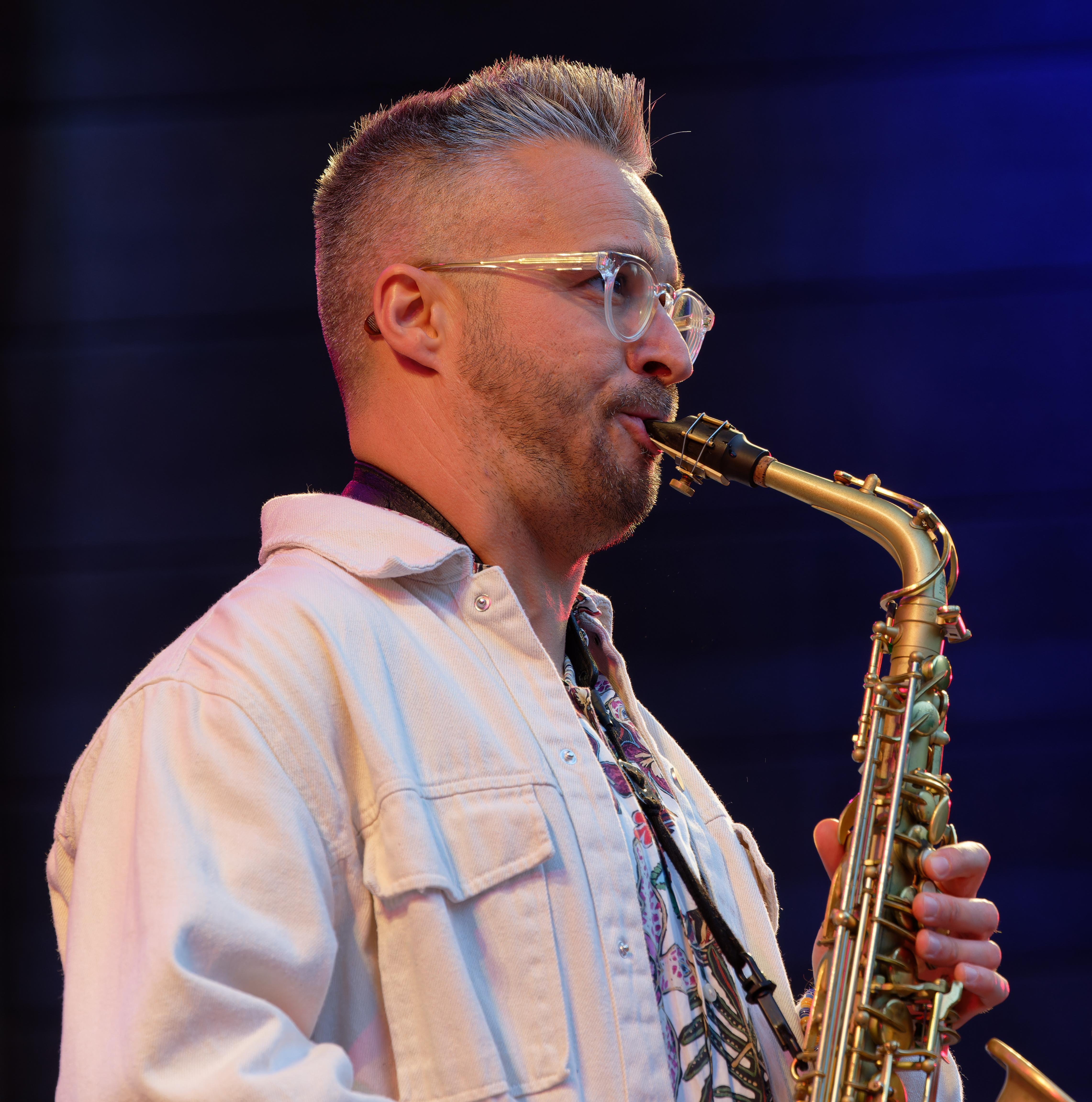
Antonio Lucaciu (2024)

Anlässlich eines Interviews von Clueso am 22. Oktober 2021 in den Tagesthemen begleitete er diesen zu Beginn und Ende der Sendung.

## Auszeichnungen und Preise
- 2005 Staatsministerpreis des Freistaates Sachsen mit der Formation „Jazzodron“
- 2005 Solistenpreis bei der 5. Bundesbegegnung Jugend jazzt in Koblenz[13]
- 2008 Internationaler Jazzpreis Straubing
- 2009 Leipziger Jazznachwuchspreis (gemeinsam mit seinem Duopartner Sascha Stiehler)[14][15]
- 2009 Preis der Hans und Eugenia Jütting-Stiftung Stendal[16]
- 2010 Zweiter Platz beim Biberacher Jazzpreis[17]

## Diskografische Hinweise
- Change Request EP (Egolaut 2008)
- Mud Mahaka New Tunes for Amplified Instruments (2009)
- Change Request Die erträgliche Leichtigkeit des Seins (Egolaut 2010)
- Duo Stiehler/Lucaciu Traumfresserchen (Egolaut 2010)
- Duo Stiehler/Lucaciu Clara Park (Egolaut 2012)
- Max Prosa Rangoon (Columbia/Zughafen 2013)
- Duo Stiehler/Lucaciu Kompott geht immer (Egolaut 2013)
- Bertram Burkert Das Auge des Betrachters (2014)
- Clueso Ich bin zu müde, um schlafen zu geh’n (Four 2015)
- Egolaut Kein Widerstand, nur Hitze (Egolaut 2017)
- Duo Stiehler/Lucaciu In der Nacht (Egolaut 2019)
- Günter Baby Sommer/Lucaciu 3 Karawane (Intakt Records 2022)